# Giusi La Ganga
Giuseppe La Ganga detto Giusi (Torino, 5 maggio 1948 – Torino, 23 ottobre 2020) è stato un politico italiano, per anni deputato e importante dirigente del Partito Socialista Italiano, successivamente aderente al Partito Democratico.

## Biografia
Nato nel 1948 a Torino, conseguì la maturità classica al Liceo "Massimo D’Azeglio" e si laureò in Scienze Politiche con una tesi sulla "Riorganizzazione degli enti locali in Italia". Durante la contestazione giovanile partecipò al movimento studentesco su posizioni riformiste.
Aveva già aderito al Partito Socialista Italiano nel 1965 e vi restò fino al suo scioglimento circa trent'anni dopo. Ricoprì numerosi incarichi politici locali e nazionali. Segretario del "Club Turati" dalla fondazione, poi segretario torinese del PSI, fu deputato al Parlamento, membro della Direzione Nazionale e poi dell'Esecutivo del PSI, dove diresse il "Dipartimento Enti Locali". L’attuale ordinamento di comuni e province risale al lavoro politico e legislativo di quegli anni, a cui Giusi La Ganga contribuisce in misura rilevante. 
Nel 1992 divenne Presidente del Gruppo Parlamentare Socialista; sempre nei primi anni novanta, però, con lo scandalo "Tangentopoli", che fece in modo che la maggior parte dei partiti tradizionali si sciogliessero, si allontanò per qualche anno dalla politica attiva.
Giornalista pubblicista, La Ganga continuò a seguire le vicende politiche e sociali, soprattutto nel suo Piemonte, mantenendo sempre una posizione riformista: sino alla fine ha fatto parte della componente socialdemocratica all'interno dei partiti ai quali ha aderito, essendo vicino a Piero Fassino e Sergio Chiamparino. Nel 2001 infatti si impegnò a sostegno della candidatura a Sindaco di Torino di Domenico Carpanini e poi di Chiamparino stesso, che vinse e fu confermato anche cinque anni dopo, nel 2006. 
Successivamente promosse l'associazione "Politica - Socialisti per il partito democratico" ed entrò nel Partito Democratico; fu pure membro della Direzione Regionale del partito.
Il 23 luglio 2013 fu eletto consigliere comunale a Torino e rimase in carica fino al 2016.
È morto nel 2020 all'età di 72 anni dopo una lunga malattia.

## Procedimenti giudiziari
La Ganga patteggiò nel 1994 una pena di un anno e otto mesi di detenzione e una multa di 500 milioni di lire nello scandalo delle tangenti per il nuovo ospedale di Asti. In quello stesso processo furono condannati l'ex sottosegretario della DC Vito Bonsignore e il tesoriere, sempre della DC, Severino Citaristi. 
Nel 1995 La Ganga fu accusato di ricettazione, per una presunta tangente versata da un compagno di partito.